# Christiane Cegavske
Christiane Cegavske (Oregon, 1971) è un'artista, animatrice e regista statunitense.

## Biografia
Christiane Cegavske nasce in Oregon e a 17 anni inizia a studiare pittura e animazione al San Francisco Art Institute, dove ottiene un Bachelor of Fine Arts in pittura.
Animatrice nella tecnica stop-motion, nel 1992 dirige il suo primo cortometraggio Blood and Sunflowers. Nel 2001 ha creato animazioni per lo show televisivo statunitense X-Chromosome e nel 2004 per il film di Asia Argento Ingannevole è il cuore più di ogni cosa.
È nota specialmente per il suo film animato Tè di sangue e filo rosso (2006). Dal 2008 è in produzione il sequel Seed in the Sand, come secondo capitolo di una trilogia.
Dal 2014 insegna animazione al Kansas City Art Institute, un'università privata statunitense.
Nel 2019 è tra i vincitori del Guggenheim Fellowship nel campo "Film - Video".

## Filmografia

### Regia e animazioni
- Blood and Sunflowers (1992)
- The Doll Maker (2002)
- Tè di sangue e filo rosso (Blood Tea and Red String) (2006)
- A Dream of Dolls Dancing (2017)

### Animazioni
- X-Chromosome (2001)
- Ingannevole è il cuore più di ogni cosa (The Heart Is Deceitful Above All Things) (2004)

## Opere
- (EN) Christiane Cegavske, Blood Tea and Red String: Production Archives, CreateSpace Independent Publishing Platform, 2010, ISBN 978-1453852095.
- (EN) Christiane Cegavske, A Raven Went Out Walking, CreateSpace Independent Publishing Platform, 2010, ISBN 978-1450524988.
- (EN) Christiane Cegavske, A Raven in the Looking Glass: A Collection of Poetry and Art, CreateSpace Independent Publishing Platform, 2010, ISBN 978-1451525205.
- (EN) Christiane Cegavske, Torn and Mended, CreateSpace Independent Publishing Platform, 2018, ISBN 978-1723027291.
- (EN) Christiane Cegavske, Liminal Watercolors Volume I, ISBN 978-1723027291.